# Oritoniscus ripollensis
Oritoniscus ripollensis är en kräftdjursart som beskrevs av Albert Vandel 1972. Oritoniscus ripollensis ingår i släktet Oritoniscus och familjen Trichoniscidae. Inga underarter finns listade i Catalogue of Life.